# Blago Zadro
Blago Zadro (31. března 1944 Donji Mamići-Ledinac – 16. října 1991 Vukovar) byl chorvatský voják, považovaný za jednoho z největších hrdinů Chorvatské války za nezávislost. Posmrtně získal hodnost generámajora.

## Životopis

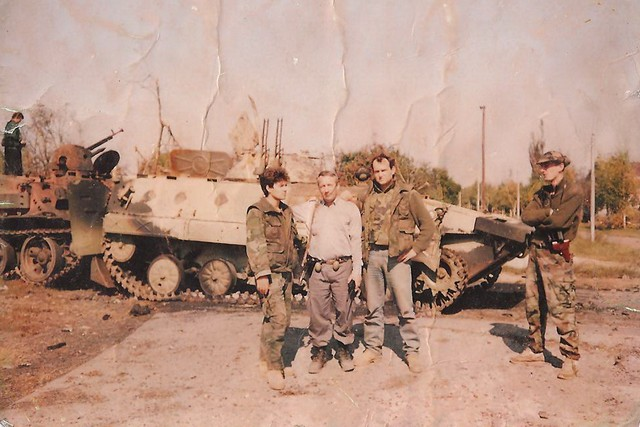
Blago Zadro (uprostřed) na cestě u Trpinje během bitvy o Vukovar

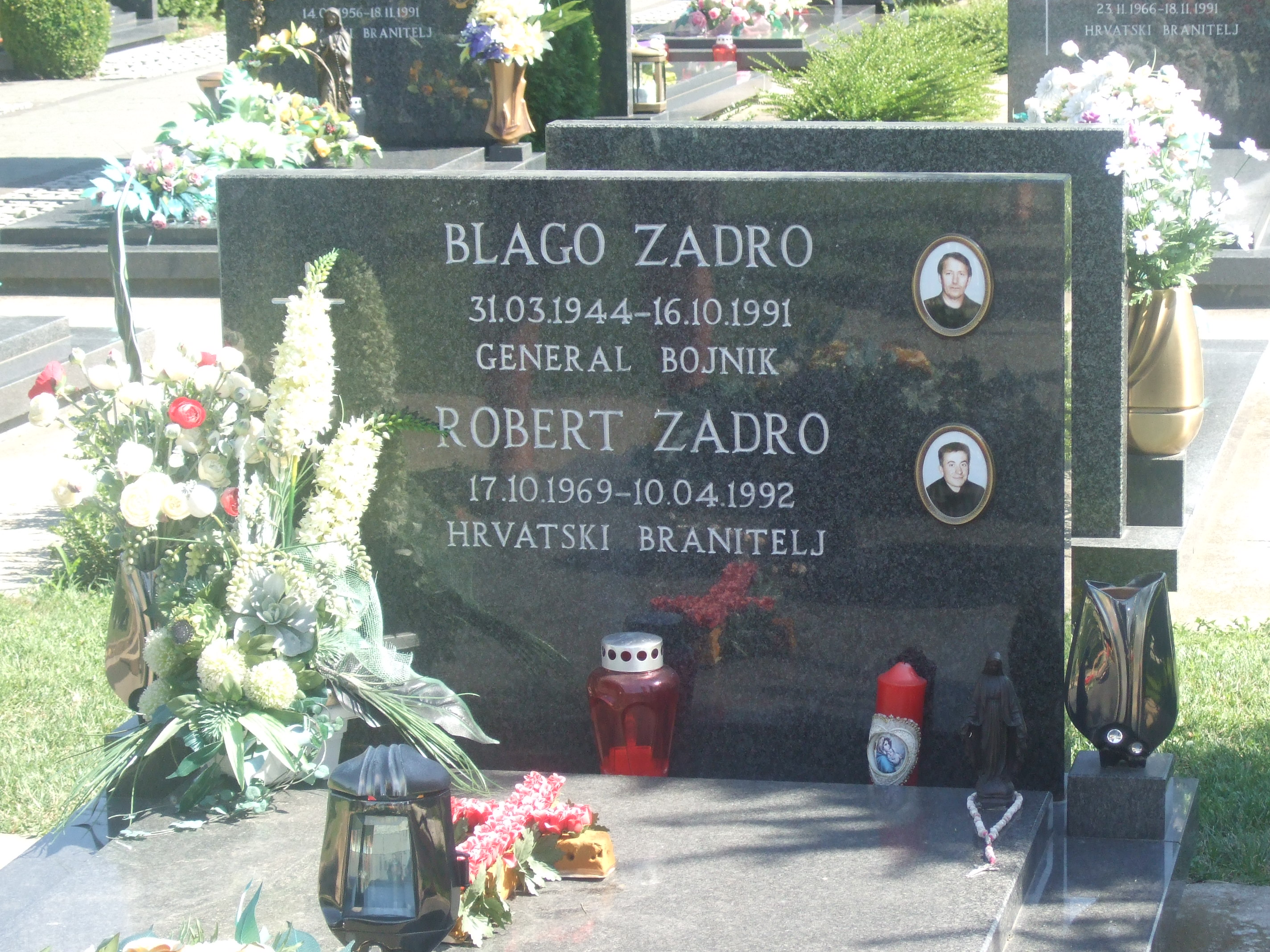
Hrob Blaga Zadra

Narodil se v dnešní Bosně a Hercegovině, v deseti letech se s rodinou přestěhoval do Borovo Naselje, kde dokončil vzdělání, byl zaměstnán v továrně Borovo a založil rodinu. Na počátku demokratických změn v Chorvatsku se aktivně účastnil politického života tohoto regionu a stal se prvním místopředsedou HDZ ve Vukovaru a aktivně se podílel na organizaci obrany proti nadcházejícímu jugoslávskému útoku.
Po vypuknutí bitvy o Vukovar se díky svým organizačním schopnostem a odvaze ujal velení obrany celého Borovo Naselje. Přestože neměl žádný vojenský výcvik, jako velitel 3. praporu legendární 204. brigády Vukovar se projevil jako vynikající organizátor obrany Borova Naselja. Pod jeho vedením byly na Trpinjské ulici obrněné síly JNA zastaveny a desítky srbských tanků a obrněných transportérů byly zničeny. Této ulici se proto přezdívalo „Hřbitov tanků“. Zemřel 16. října 1991 poblíž Trpinjské ulice, poražen výbuchem kulometné palby, zatímco vedl své spolubojovníky do akce. Ze tří synů se k obraně přidali i dva nejstarší, nejstarší Robert (*1969) později zemřel v bojích u Kupresu, když s ostatními vojáky upadl do tankové pasti. Později byl u Kupresu postaven pomník „pěti Vukovaranům“.
Blago Zadro byl pohřben na Novém hřbitově ve Vukovaru 16. října 1998 poté, co byly jeho ostatky v létě 1998 exhumovány. Spolu s 937 oběťmi z hromadného hrobu na vukovarském Novém hřbitově. Jeho syn Robert byl identifikován o rok později z hromadného hrobu v Záhřebu poté, co byl jeho osud léta neznámý. Otec a syn Zadrovi odpočívají ve vukovarském památníku obětem Války za nezávislost v Aleji chorvatských obránců.

## Odkaz
- Jméno Blago Zadro nese velitelská a štábní škola Blago Zadro a základní škola Blago Zadro v Borovo Naselje
- Je po něm pojmenována ulice v Grude, Splitu a Záhřebu